# Bahnstrecke Lyon-Croix-Rousse–Trévoux
| Alter Kopfbahnhof Croix Rousse mit dem gleichnamigen Boulevard, um 1900 |                                |                                                                                       |                                                                                       |
| Streckenbeginn bis ca. Streckenkilometer 10,9. Stand: 1885; N↑ rechts |                                |                                                                                       |                                                                                       |
| Streckennummer (SNCF): | 887 000                        |                                                                                       |                                                                                       |
| Kursbuchstrecke (SNCF): | 97                             |                                                                                       |                                                                                       |
| Streckenlänge: | 25,1 km                        |                                                                                       |                                                                                       |
| Spurweite: | 1435 mm (Normalspur)           |                                                                                       |                                                                                       |
| Maximale Neigung: | 19 ‰                           |                                                                                       |                                                                                       |
| Zweigleisigkeit: | Croix-Rousse–Sathonay-Rillieux |                                                                                       |                                                                                       |
| |                                |                                                                                       |                                                                                       |
| \| \| \| Funiculaire de la Rue Terme \| \| \| \| 0,0 \| Lyon-Croix-Rousse (1863–1914) \| Lyon-Croix-Rousse (1863–1914) \| \| \| \| Boulevard de la Croix-Rousse \| \| \| \| \| Ligne C von Hôtel de Ville-Louis Pradel \| \| \| \| ~0,2 \| Lyon-Croix-Rousse (ab 1914) \| Lyon-Croix-Rousse (ab 1914) \| \| \| ~0,6 \| Hénon \| Hénon \| \| \| ~0,7 \| Lyon-Croix-Rousse 2 (Güterbahnhof und Depot) \| Lyon-Croix-Rousse 2 (Güterbahnhof und Depot) \| \| \| ~0,9 \| Dépôt de Hénon \| Dépôt de Hénon \| \| \| \| \| \| \| \| \| Cuire (Métro) (Linie C) \| \| \| \| 1,4 \| Cuire \| Cuire \| \| \| 2,1 \| Montessuy \| Montessuy \| \| \| 3,3 \| Caluire \| Caluire \| \| \| 4,8 \| Le Vernay (ab 1873) \| Le Vernay (ab 1873) \| \| \| \| Bahnstrecke Collonges-Fontaines–Lyon-Guillotière \| \| \| \| ~6,1 \| Ausbauende \| Ausbauende \| \| \| \| \| \| \| \| ~6,3 \| Bahnstrecke Lyon-Saint-Clair–Bourg-en-Bresse von Lyon-Saint-Clair \| Bahnstrecke Lyon-Saint-Clair–Bourg-en-Bresse von Lyon-Saint-Clair \| \| \| \| \| \| \| \| 6,6 \| Sathonay-Rillieux \| Sathonay-Rillieux \| \| \| \| \| \| \| \| 6,8 \| Bahnstrecke Lyon-Saint-Clair–Bourg-en-Bresse nach Bourg-en-Bresse \| Bahnstrecke Lyon-Saint-Clair–Bourg-en-Bresse nach Bourg-en-Bresse \| \| \| \| \| \| \| \| 6,8 \| LGV Sud-Est nach Paris-Gare-de-Lyon \| LGV Sud-Est nach Paris-Gare-de-Lyon \| \| \| 7,4 \| Viaduc de Ronzière (112 m) \| Viaduc de Ronzière (112 m) \| \| \| 8,2 \| Combes \| Combes \| \| \| 9,0 \| Viaduc de Sathonay-Fontaines (98 m) \| Viaduc de Sathonay-Fontaines (98 m) \| \| \| 9,4 \| Viaduc des Côtes (41 m) \| Viaduc des Côtes (41 m) \| \| \| 10,7 \| Fontaines-sur-Saône \| Fontaines-sur-Saône \| \| \| 11,0 \| Viaduc du Petit-Moulin (144 m) \| Viaduc du Petit-Moulin (144 m) \| \| \| 11,7 \| Viaduc de Rochetaillée (135 m) \| Viaduc de Rochetaillée (135 m) \| \| \| 11,9 \| Rochetaillée-sur-Saône \| Rochetaillée-sur-Saône \| \| \| 12,x \| Usine Guimet \| Usine Guimet \| \| \| 13,7 \| Fleurieu-sur-Saône \| Fleurieu-sur-Saône \| \| \| 14,x \| Bellegarde \| Bellegarde \| \| \| 16,0 \| Neuville-sur-Saône \| Neuville-sur-Saône \| \| \| 16,5 \| Halte des Creuses \| Halte des Creuses \| \| \| 16,8 \| Industriegebiet Lyon-Nord \| Industriegebiet Lyon-Nord \| \| \| 18,5 \| Genay \| Genay \| \| \| 19,3 \| A 46 \| A 46 \| \| \| ~19,5 \| Département Rhône / Ain \| Département Rhône / Ain \| \| \| 19,7 \| Massieux \| Massieux \| \| \| 20,6 \| Parcieux \| Parcieux \| \| \| 22,6 \| Reyrieux \| Reyrieux \| \| \| 25,1 \| Trévoux \| Trévoux \| \| \| \| \| \| \| \| \| Tramways de l’Ain (RDTA, 1897–1936, bis 1920 SE) nach La Madeleine/Mâcon über Jassans \| \| \| \| \| \| \| |                                |                                                                                       |                                                                                       |
| |                                | Funiculaire de la Rue Terme                                                           |                                                                                       |
| U-Bahn-Kopfbahnhof Streckenende · Kopfbahnhof Streckenanfang (Strecke außer Betrieb) | 0,0                            | Lyon-Croix-Rousse (1863–1914)                                                         | Lyon-Croix-Rousse (1863–1914)                                                         |
| Bahnübergang (Strecke außer Betrieb) |                                | Boulevard de la Croix-Rousse                                                          | Boulevard de la Croix-Rousse                                                          |
| U-Bahn-Strecke von rechts · Strecke |                                | Ligne C von Hôtel de Ville-Louis Pradel                                               | Ligne C von Hôtel de Ville-Louis Pradel                                               |
| Bahnhof (Strecke außer Betrieb) | ~0,2                           | Lyon-Croix-Rousse (ab 1914)                                                           | Lyon-Croix-Rousse (ab 1914)                                                           |
| U-Bahn-Bahnhof | ~0,6                           | Hénon                                                                                 | Hénon                                                                                 |
| Übergang EBO zu BOStrab · Betriebs-/Güterbahnhof Streckenanfang | ~0,7                           | Lyon-Croix-Rousse 2 (Güterbahnhof und Depot)                                          | Lyon-Croix-Rousse 2 (Güterbahnhof und Depot)                                          |
| U-Bahn-Strecke · U-Bahn-Betriebs-/Güterbahnhof Streckenanfang | ~0,9                           | Dépôt de Hénon                                                                        | Dépôt de Hénon                                                                        |
| |                                |                                                                                       |                                                                                       |
| U-Bahn-Kopfbahnhof mit Eisenbahn Strecke ab hier außer Betrieb |                                | Cuire (Métro) (Linie C)                                                               | Cuire (Métro) (Linie C)                                                               |
| Bahnhof (Strecke außer Betrieb) | 1,4                            | Cuire                                                                                 | Cuire                                                                                 |
| Haltepunkt / Haltestelle (Strecke außer Betrieb) | 2,1                            | Montessuy                                                                             | Montessuy                                                                             |
| Bahnhof (Strecke außer Betrieb) | 3,3                            | Caluire                                                                               | Caluire                                                                               |
| Haltepunkt / Haltestelle (Strecke außer Betrieb) | 4,8                            | Le Vernay (ab 1873)                                                                   | Le Vernay (ab 1873)                                                                   |
| Strecke quer · Strecke Tunnelanfang und quer · Kreuzung mit Tunnelstrecke (Strecke geradeaus außer Betrieb) · Strecke quer · Strecke quer |                                | Bahnstrecke Collonges-Fontaines–Lyon-Guillotière                                      | Bahnstrecke Collonges-Fontaines–Lyon-Guillotière                                      |
| | ~6,1                           | Ausbauende                                                                            | Ausbauende                                                                            |
| |                                |                                                                                       |                                                                                       |
| Abzweig geradeaus und von rechts | ~6,3                           | Bahnstrecke Lyon-Saint-Clair–Bourg-en-Bresse von Lyon-Saint-Clair                     | Bahnstrecke Lyon-Saint-Clair–Bourg-en-Bresse von Lyon-Saint-Clair                     |
| |                                |                                                                                       |                                                                                       |
| Bahnhof | 6,6                            | Sathonay-Rillieux                                                                     | Sathonay-Rillieux                                                                     |
| |                                |                                                                                       |                                                                                       |
| Abzweig geradeaus und nach rechts | 6,8                            | Bahnstrecke Lyon-Saint-Clair–Bourg-en-Bresse nach Bourg-en-Bresse                     | Bahnstrecke Lyon-Saint-Clair–Bourg-en-Bresse nach Bourg-en-Bresse                     |
| |                                |                                                                                       |                                                                                       |
| Abzweig geradeaus und nach rechts | 6,8                            | LGV Sud-Est nach Paris-Gare-de-Lyon                                                   | LGV Sud-Est nach Paris-Gare-de-Lyon                                                   |
| Brücke | 7,4                            | Viaduc de Ronzière (112 m)                                                            | Viaduc de Ronzière (112 m)                                                            |
| ehemaliger Haltepunkt / Haltestelle | 8,2                            | Combes                                                                                | Combes                                                                                |
| Brücke | 9,0                            | Viaduc de Sathonay-Fontaines (98 m)                                                   | Viaduc de Sathonay-Fontaines (98 m)                                                   |
| Brücke | 9,4                            | Viaduc des Côtes (41 m)                                                               | Viaduc des Côtes (41 m)                                                               |
| ehemaliger Bahnhof | 10,7                           | Fontaines-sur-Saône                                                                   | Fontaines-sur-Saône                                                                   |
| Brücke | 11,0                           | Viaduc du Petit-Moulin (144 m)                                                        | Viaduc du Petit-Moulin (144 m)                                                        |
| Brücke | 11,7                           | Viaduc de Rochetaillée (135 m)                                                        | Viaduc de Rochetaillée (135 m)                                                        |
| ehemaliger Haltepunkt / Haltestelle | 11,9                           | Rochetaillée-sur-Saône                                                                | Rochetaillée-sur-Saône                                                                |
| ehemaliger Haltepunkt / Haltestelle | 12,x                           | Usine Guimet                                                                          | Usine Guimet                                                                          |
| ehemaliger Bahnhof | 13,7                           | Fleurieu-sur-Saône                                                                    | Fleurieu-sur-Saône                                                                    |
| ehemaliger Haltepunkt / Haltestelle | 14,x                           | Bellegarde                                                                            | Bellegarde                                                                            |
| ehemaliger Dienststation / Betriebs- oder Güterbahnhof | 16,0                           | Neuville-sur-Saône                                                                    | Neuville-sur-Saône                                                                    |
| ehemaliger Haltepunkt / Haltestelle | 16,5                           | Halte des Creuses                                                                     | Halte des Creuses                                                                     |
| Abzweig ehemals geradeaus und nach links · Betriebsstelle Streckenende und quer | 16,8                           | Industriegebiet Lyon-Nord                                                             | Industriegebiet Lyon-Nord                                                             |
| Bahnhof (Strecke außer Betrieb) | 18,5                           | Genay                                                                                 | Genay                                                                                 |
| Strecke mit Straßenbrücke (Strecke außer Betrieb) | 19,3                           | A 46                                                                                  | A 46                                                                                  |
| Grenze (Strecke außer Betrieb) | ~19,5                          | Département Rhône / Ain                                                               | Département Rhône / Ain                                                               |
| Haltepunkt / Haltestelle (Strecke außer Betrieb) | 19,7                           | Massieux                                                                              | Massieux                                                                              |
| Haltepunkt / Haltestelle (Strecke außer Betrieb) | 20,6                           | Parcieux                                                                              | Parcieux                                                                              |
| Haltepunkt / Haltestelle (Strecke außer Betrieb) | 22,6                           | Reyrieux                                                                              | Reyrieux                                                                              |
| U-Bahn-Kopfbahnhof Streckenanfang · Kopfbahnhof Streckenende (Strecke außer Betrieb) | 25,1                           | Trévoux                                                                               | Trévoux                                                                               |
| |                                |                                                                                       |                                                                                       |
| U-Bahn-Strecke nach links (außer Betrieb) |                                | Tramways de l’Ain (RDTA, 1897–1936, bis 1920 SE) nach La Madeleine/Mâcon über Jassans | Tramways de l’Ain (RDTA, 1897–1936, bis 1920 SE) nach La Madeleine/Mâcon über Jassans |
| |                                |                                                                                       |                                                                                       |

Die Bahnstrecke Lyon-Croix-Rousse–Trévoux ist eine ehemalige, 25,1 km lange eingleisige Eisenbahnstrecke der SNCF Réseau in Frankreich, deren südlichster Teil von der Metro Lyon genutzt wird. Der verbliebene Teil ist zwar größtenteils noch existent und noch nicht entwidmet, wird aber bereits seit Anfang der 2010er Jahre nicht mehr genutzt. Am Endbahnhof Trévoux gab es bis 1936 die meterspurige Sekundärbahn Tramways de l’Ain nach Mâcon über Jassans-Riottier.

## Streckenbeschreibung
Der Kopfbahnhof Lyon-Croix-Rousse befand sich ursprünglich am südlichen Rand des Plateaus, auf dem das gleichnamige Stadtviertel liegt, am Boulevard de la Croix-Rousse. Unmittelbar daneben befand sich bis Ende 1967 die 1862 eröffnete, knapp 500 Meter lange Standseilbahn Funiculaire de la rue Terme, die mit bis zu 16 % Gefälle den Höhenunterschied zur Innenstadt überwand.
1914 wurde der Bahnhof um ca. 180 m nach Norden an den Boulevard des Canuts verlegt, damit die Kreuzung des Boulevard de la Croix-Rousse entfiel und die Bahnsteige verlängert werden konnten. Außerdem stand am ersten Standort nur Platz für ein Bahnsteiggleis zur Verfügung.

## Geschichte

### Bau und Betrieb vor der SNCF
Antragsteller für die Konzession einer Eisenbahnstrecke als Verlängerung einer Schienenverbindung der Funiculaire de la Rue Terme war die Privatgesellschaft der Herren Victor-Auguste du Hamel (1810–1870), Gustave-Henri-Alexandre-Xavier de Caze, und Émile Grignard (1807–1870), die am 12. Juni 1861 mit dem Ministerium für öffentliche Arbeiten einen entsprechenden Vertrag unterzeichneten. Geplant war eine Strecke bis Sathonay, wo sich in den Jahren 1858 bis 1908 die Garnison Sathonay-Camp mit 6000 Soldaten befand, die durch eine Eisenbahnverbindung bei Unruhen in den Vororten von Lyon schneller eingesetzt werden könnten. Damit bezog man sich auf die 25 bis 35 Jahre zurückliegenden Aufstände der Seidenweber in Lyon in diesem Stadtviertel. Außerdem war die Wirtschaftlichkeit sowohl der Eisenbahnstrecke als auch der Standseilbahn schon bei normaler Frequenz gewährleistet. Auch erhoffte man sich einen verbesserten Transport von landwirtschaftlichen Waren der umliegenden Gemeinden in die Stadt.
Am 26. Juli 1861 wurde die Compagnie du Chemin de fer de Lyon (la Croix-Rousse) au camp de Sathonay gegründet, und ihre Ersetzung der ursprünglichen Konzessionäre wurde am 5. August 1861 durch ein kaiserliches Dekret genehmigt. Die Strecke wurde am 30. Juli 1863 für den Verkehr freigegeben. Diese Gesellschaft geriet schnell in finanzielle Schwierigkeiten und wurde durch kaiserliches Dekret vom 26. Oktober 1864 unter Sequestionsrecht gestellt. Die Sequesterbehörden erlaubten gegen Gebühr die Durchfahrt von Zügen der Compagnie de la Dombes auf dem Streckenabschnitt, der seit dem 1. September 1866 für die Strecke von Sathonay nach Bourg gemeinsam genutzt wurde. Die Beschlagnahmung wurde am 14. September 1872 aufgehoben und die Gesellschaft übernahm als Compagnie des Dombes et des chemins de fer du Sud-Est das seit 1864 unter Aufsicht gestellte Unternehmen.

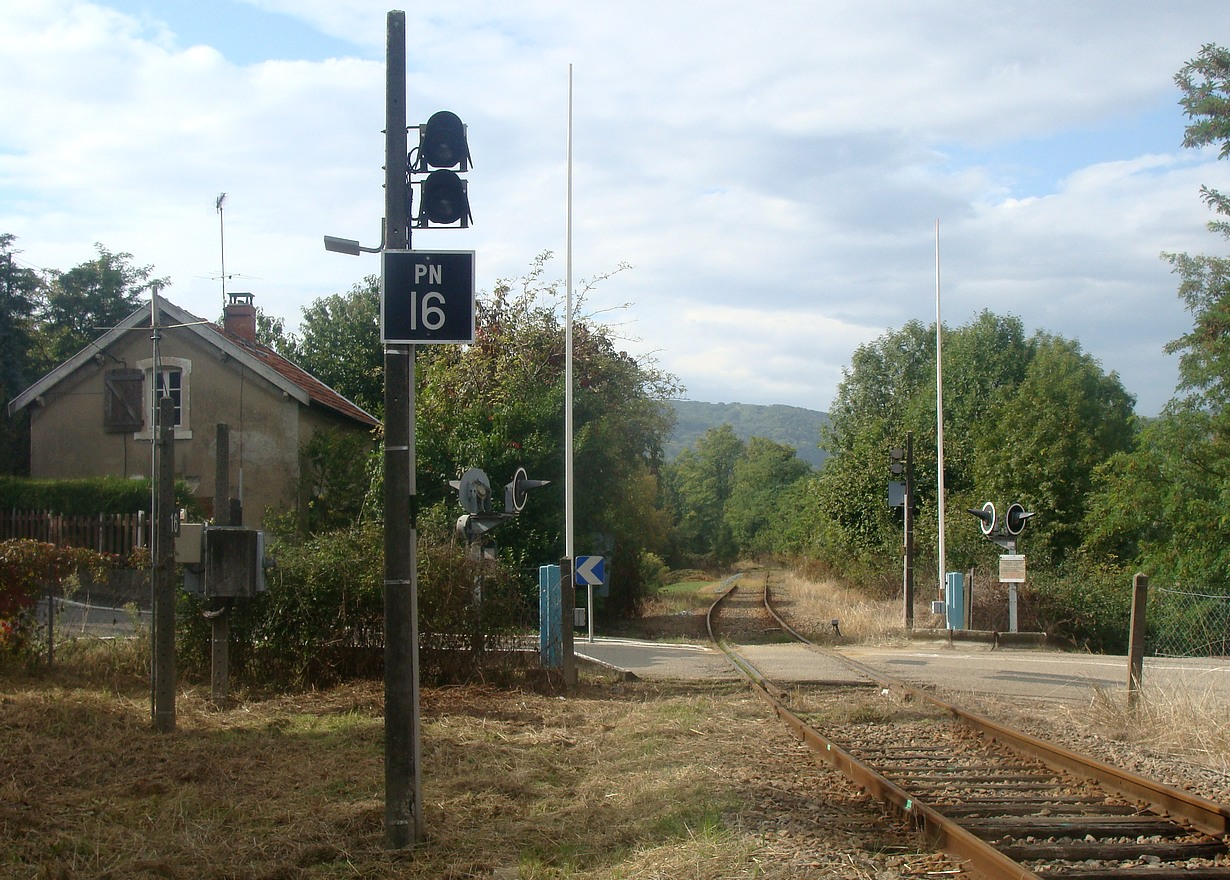
Zustand der Strecke 2009 an einem der mehr als 30 Bahnübergängen entlang der 25 km langen Strecke.

Die Konzession wurde am 12. Juli 1872 an die Compagnie des Chemins de Fer du Rhône übertragen. Die Konzession für den Bau und Betrieb der Strecke für den Abschnitt Sathonay–Trévoux wurde am 30. August 1872 zwischen dem Département Rhône und der Compagnie des Chemins de fer du Rhône unterzeichnet und durch Dekret vom 1. August 1874 genehmigt. Doch auch diese Gesellschaft konnte ihren vertraglichen Verpflichtungen, insbesondere den Beginn der Arbeiten an der Strecke, nicht nachkommen, ersetzte aber am 10. April 1873 noch die wenig frequentierte Haltestelle Fontaine durch den Halt Le Vernay (BK 4,8). Gemäß Artikel 2 der Konzessionsvereinbarung wurde ihr somit die Konzession entzogen. So wurde ein zweiter Konzessionsvertrag zwischen den beiden Parteien geschlossen. Ein Dekret vom 22. Dezember 1879 führte zur Aufhebung des ersten Konzessionsvertrags. Die Transformationen der verschiedenen Bahngesellschaften wurden mit mehreren Dekreten am 22. Dezember 1879 genehmigt. Streckeneröffnung des nördlichen Abschnitts zwischen Sathonay und Trévoux war am 1. Juni 1882.
Am 28. Juli 1881, also fast ein Jahr vor Streckeneröffnung, einigten sich die Gesellschaft mit der Chemins de fer de Paris à Lyon et à la Méditerranée (PLM) auf einen Kaufvertrag, der alle Rechte und Verpflichtungen einschloss. Die PLM war jetzt Eigentümerin und Betreiberin der Strecke als auch Schuldnerin für die Verpflichtungen der Voreigentümerinnen. Erst 15 Jahre nach Eröffnung der Strecke war es möglich, dass dieser Kaufvertrag rechtswirksam wurde.
1897 eröffnete in Trévoux die Meterspur-Bahnstrecke ins 6 km entfernte Jassans. Bis zum 1. Februar 1936 fuhren hier Züge in der Verantwortung der Société générale des chemins de fer économiques (SE). Diese Bahn zockelte über 43 km weiter nach La Madeleine/Mâcon nach Saint-Trivier-de-Courtes, wo es weitere Anschlüsse an Sekundärbahnen gab. Das Unternehmen wurde 1920 von der Régie Départementale des Tramways de l’Ain (RDTA) übernommen.
Bislang handelte es sich bei dieser Strecke um einen Inselbetrieb, zumindest gab es keinen direkten Anschluss an die großen Bahnhöfe der Innenstadt, vor allem die Personenbahnhöfen Brotteaux und Perrache. Dies änderte sich mit dem eingleisigen Verbindungsgleis zwischen Sathonay und Saint-Clair, das am 15. Mai 1900 eröffnet wurde und zunächst nur für den Güterverkehr freigegeben war. Ab dem 8. November des gleichen Jahres konnte auch Personenverkehr durchgeführt werden.
Die Einschränkungen am Endbahnhof in Lyon-Croix-Rousse waren für die PLM nicht tragbar, unter anderem auch, dass die Hauptstraße unmittelbar zu Beginn der Strecke nur in Schrittgeschwindigkeit und unter Aufsicht eines Bahnbeamten gekreuzt werden konnte, bei stetig steigendem Individualverkehr. Die Verlegung auf die Nordseite des Place des Tapis an die Stelle, wo der Güterbahnhof angesiedelt war, wurde am 24. September 1905 genehmigt. Auch der Güterbahnhof und das Dépot wurde entsprechend nach Norden verschoben. Fertigstellung des neuen Bahnhofs war am 19. Mai 1914 und der neue Dieser erhielt daraufhin den Namen Lyon-Croix-Rousse 2. Im Zuge dieser Verlegung konnten beide Stationen der Standseilbahn vergrößert und modernisiert werden

### Stilllegung und weiterer Betrieb
Verbesserungen der Streckenführung und des Wagenparks der Tramway de Lyon (OTL) und zunehmender Individualverkehr führten zu einer Verringerung der Fahrgastzahlen auf dieser Strecke. Die SNCF, die mit der Verstaatlichung der Eisenbahnstrecken in Frankreich auch diese übernommen hatten, schlossen daher im ersten Jahr der Betriebsführung am 5. Dezember 1938 den nördlichen Abschnitt zwischen Sathonay und Trevoux. Zu Beginn des Zweiten Weltkriegs wurde sie vom 3. bis 24. September 1939 vorübergehend wieder für den Personenverkehr geöffnet. Nur der Abschnitt von Sathonay nach Neuville-les-Creuses, wo es eine Abzweigung in die Industriezone Lyon-Nord gab, blieb offen. Auf diesem Abschnitt verkehrten einige Züge zum oder vom Rangierbahnhof Sibelin (Lyon-Süd). Doch auch diese Verbindung wurde 2011 endgültig eingestellt.
Die Bahnstrecke war in der Folge dem Untergang geweiht. Bis 1978 wurde sie schrittweise degradiert: Zunächst wurde am 16. Mai 1953 der Verkehr für die Reisenden eingestellt, nachdem zuvor einzelne Zugpaare über die Bahnstrecke Lyon-Saint-Clair–Bourg-en-Bresse nach Bourg-en-Bresse verkehrten. Der Abbau der Strecke begann am Kopfbahnhof Croix-Rouss. Das Doppelgleis und der Bahndamm bis etwa zur heutigen Metro-Station Hénon wurde entfernt, das Gelände urbanisiert. Heute befindet sich auf der Fläche der Boulevard des Canuts, im Untergrund die Gleise der Metrolinie C. Am 28. September 1975 wurde auch der Güterverkehr vollständig eingestellt, die Strecke entwidmet und abgebaut. Auf Höhe des Güterbahnhofs von Lyon-Croix-Rousse kommen heute die Gleise der Metrolinie aus der Erde und führen zu ihrem Endbahnhof Cuire, der ab 1984 vollständig umgestaltet worden ist, aber sich noch immer dort befindet, wo auch der Bahnhof dieser einstigen Nebenbahnstrecken gelegen hat.
Am 15. Dezember 2022 wurde bekannt, dass die Region Auvergne-Rhône-Alpes am 1. Dezember 2022 von SNCF Réseau für 3 Mio. Euro die 18 km lange, ehemalige Eisenbahnstrecke zwischen Lyon – gemeint ist wohl Sathonay – und Trévoux gekauft hat. Auf dieser Achse wird der zukünftige Hochgeschwindigkeitsbus eingerichtet, der eine Strecke von 28 km zurücklegen soll. Es wird von einer „hohen Dienstleistungsqualität“ gesprochen. In der Hauptverkehrszeit soll der Bus im 15-Minuten-Takt weniger als 60 Minuten unterwegs sein gegenüber einer Fahrzeit von zurzeit ca. 90 Minuten. Die Region soll mehr als 160 Mio. Euro investieren. Betriebsbeginn ist demnach 2024. Betriebspartner in diesem Projekt sind neben der Region auch die Gebietskörperschaften Métropole de Lyon, das Département Ain, den Gemeindeverband Dombes Saône Vallée, der Verkehrsverbund Syndicat mixte des Transports pour le Rhône et l’Agglomération Lyonnaise (Sytral Mobilités) und SNCF Réseaux. Andere Medien zitieren Politiker, die von einem Verkehrsbeginn von 2026 sprechen.